# Ulm (Montana)
Ulm es un lugar designado por el censo ubicado en el condado de Cascade en el estado estadounidense de Montana. En el Censo de 2020 tenía una población de 723 habitantes y una densidad poblacional de 13,7 personas por km².

## Geografía
Ulm se encuentra ubicado en las coordenadas 47°25′17″N 111°31′24″O / 47.42139, -111.52333. Según la Oficina del Censo de los Estados Unidos, Ulm tiene una superficie total de 53.85 km², de la cual 52.2 km² corresponden a tierra firme y (3.07%) 1.65 km² es agua.

## Demografía
Según el censo de 2020, había 723 personas residiendo en Ulm. La densidad de población era de 13,7 hab./km². De los 723 habitantes, Ulm estaba compuesto por el 93.36% blancos, el 0% eran afroamericanos, el 3.12% eran amerindios, el 0% eran asiáticos, el 0% eran isleños del Pacífico, el 0% eran de otras razas y el 3.52% pertenecían a dos o más razas. Del total de la población el 1.63% eran hispanos o latinos de cualquier raza.